# Крах ан Крайт
Крах ан Крайт (пол. Crach an Craite) — персонаж литературного цикла «Ведьмак» польского писателя Анджея Сапковского и его экранизаций, ярл островов Скеллиге, племянник Эйста Турсеаха.

## История персонажа
У Анджея Сапковского Крах ан Крайт впервые появляется в рассказе «Вопрос цены», вошедшем в сборник «Последнее желание». Это племянник короля Скеллиге Брана и Эйста Турсеаха. Он претендует на руку княжны Цинтры Паветты, но та достаётся другому. Позже Крах становится ярлом и отцом Яльмара. Он принимает у себя Паветту и её дочь Цириллу; решив, что последняя погибла в войне с Нифльгаардом, Крах клянётся за неё отомстить. Он долго ведёт малую войну с нильфами, совершая набеги на их побережье.
В американо-польском сериале «Ведьмак», первый сезон которого вышел на экраны в декабре 2019 года, Краха ан Крайта сыграл Блэр Кинкейд. В польском сериале с тем же названием его играл Михал Милович.
Крах ан Крайт появляется в компьютерной игре «Ведьмак 3: Дикая охота».